# Two Oceans Marathon

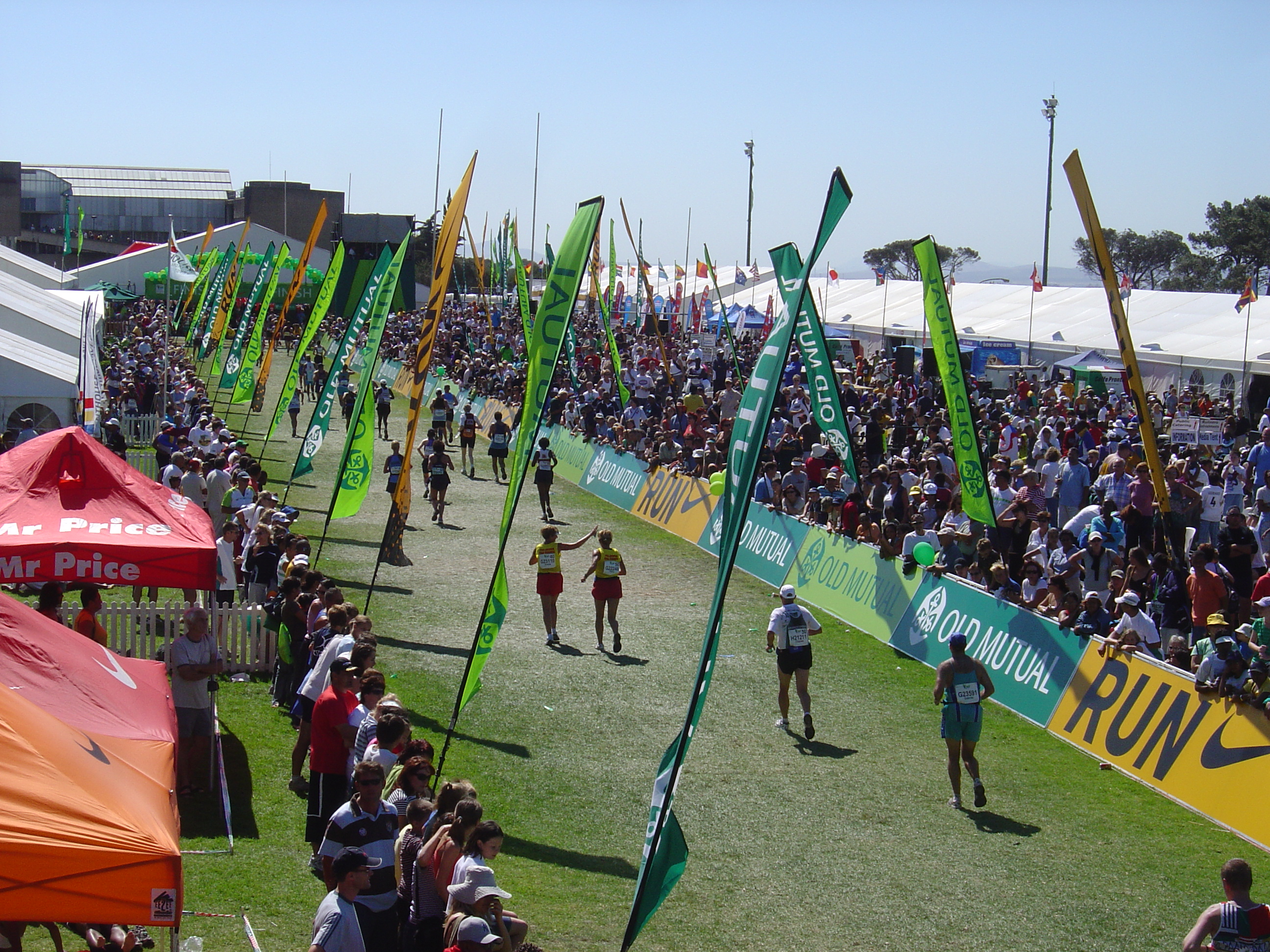
Arrivée du Two Oceans Marathon à l'Université du Cap.

Le Two Oceans Marathon est un ultramarathon de 56 km (35 miles) doublé d'un semi-marathon de 21 km organisé chaque année au Cap, en Afrique du Sud, le samedi du week-end de Pâques.
Connu mondialement comme « le plus beau marathon du monde » la course se déroule sur fond de paysages spectaculaires à travers la péninsule du Cap.

## Parcours
Les deux courses commencent à Newlands. L'ultra-marathon suit un itinéraire plus ou moins circulaire qui traverse les villes de Muizenberg, Fish Hoek, escalade le Chapman's Peak, passe par Hout Bay et le col de Constantia Nek, point culminant du parcours, à 212 mètres. L'arrivée de la course est tracée sur le site du campus de l'université du Cap.
À certaines occasions, lorsque la Chapman's Peak Drive était fermée en raison de travaux de construction ou de chutes de pierres, l'ultra-marathon a suivi un itinéraire alternatif, passant par le col de Ou Kaapse Weg.

## Histoire
Depuis son édition inaugurale en 1970, l'événement a pris une grande importance en termes d'affluence. Chaque année, le semi-marathon est concouru par quelque 16 000 participants (ce qui en fait le plus important semi-marathon d'Afrique du Sud), tandis que 11 000 athlètes s'attaquent aux 56 kilomètres de l'ultra marathon.
La cinquante-et-unième édition de la course, en 2020, a été annulée en raison de la pandémie de coronavirus (Covid-19).

## Vainqueurs de l'ultra-marathon

### Hommes
| Année | Vainqueur                                            | Temps                                                | Pays                                                 |
| ----- | ---------------------------------------------------- | ---------------------------------------------------- | ---------------------------------------------------- |
| 2020  | épreuve annulée en raison de la pandémie de Covid-19 | épreuve annulée en raison de la pandémie de Covid-19 | épreuve annulée en raison de la pandémie de Covid-19 |
| 2019  | Bongmusa Mthembu                                     | 3:08:40                                              | Afrique du Sud                                       |
| 2018  | Justin Kemboi                                        | 3:09:21                                              | Kenya                                                |
| 2017  | Lungile Gongqa                                       | 3:09:43                                              | Afrique du Sud                                       |
| 2016  | Mike Fokoroni                                        | 3:13:33                                              | Zimbabwe                                             |
| 2015  | Motlokoa Nkhabutlane                                 | 3:10:27                                              | Lesotho                                              |
| 2014  | Lebenya Nkoko                                        | 3:09:52                                              | Lesotho                                              |
| 2013  | David Gatebe                                         | 3:08:54                                              | Afrique du Sud                                       |
| 2012  | Stephen Muzhingi                                     | 3:08:08                                              | Zimbabwe                                             |
| 2011  | George Ntshiliza                                     | 3:08:31                                              | Afrique du Sud                                       |
| 2010  | Mabuthile Lebopo                                     | 3:06:18                                              | Lesotho                                              |
| 2009  | John Wachira                                         | 3:10:06                                              | Kenya                                                |
| 2008  | Marco Mambo                                          | 3:11:35                                              | Zimbabwe                                             |
| 2007  | Bethuel Netshifhefhe                                 | 3:08:03                                              | Afrique du Sud                                       |
| 2006  | Moses Njodzi                                         | 3:06:50                                              | Zimbabwe                                             |
| 2005  | Marco Mambo                                          | 3:05:39                                              | Zimbabwe                                             |
| 2004  | Marco Mambo                                          | 3:07:41                                              | Zimbabwe                                             |
| 2003  | Mluleki Nobanda                                      | 3:09:21                                              | Afrique du Sud                                       |
| 2002  | Hlonepha Simon Mphulanyane                           | 3:09:42                                              | Afrique du Sud                                       |
| 2001  | Honest Mutsakani                                     | 3:11:18                                              | Zimbabwe                                             |
| 2000  | Joshua Peterson                                      | 3:13:13                                              | Afrique du Sud                                       |
| 1999  | Isaac Tshabalala                                     | 3:11:20                                              | Afrique du Sud                                       |
| 1998  | Fusi Nhlapo                                          | 3:11:30                                              | Afrique du Sud                                       |
| 1997  | Zithulele Sinqe                                      | 3:07:17                                              | Afrique du Sud                                       |
| 1996  | Zithulele Sinqe                                      | 3:09:45                                              | Afrique du Sud                                       |
| 1995  | Simon Malindi                                        | 3:10:53                                              | Afrique du Sud                                       |
| 1994  | Phineas Makaba                                       | 3:15:06                                              | Afrique du Sud                                       |
| 1993  | Isaac Tshabalala                                     | 3:14:29                                              | Afrique du Sud                                       |
| 1992  | Israel Morake                                        | 3:15:56                                              | Afrique du Sud                                       |
| 1991  | Miltas Tshabalala                                    | 3:16:00                                              | Afrique du Sud                                       |
| 1990  | Willie Mtolo                                         | 3:10:51                                              | Afrique du Sud                                       |
| 1989  | Johannes Thobejane                                   | 3:12:20                                              | Afrique du Sud                                       |
| 1988  | Thompson Magawana (de)                               | 3:03:44                                              | Afrique du Sud                                       |
| 1987  | Thompson Magawana                                    | 3:05:31                                              | Afrique du Sud                                       |
| 1986  | Ephraim Sibisi                                       | 3:09:30                                              | Afrique du Sud                                       |
| 1985  | Siphiwe Gqele                                        | 3:11:57                                              | Afrique du Sud                                       |
| 1984  | Siphiwe Gqele                                        | 3:10:57                                              | Afrique du Sud                                       |
| 1983  | Siphiwe Gqele                                        | 3:11:54                                              | Afrique du Sud                                       |
| 1982  | Ben Cheou                                            | 3:11:15                                              | Afrique du Sud                                       |
| 1981  | Johnny Halberstadt                                   | 3:05:37                                              | Afrique du Sud                                       |
| 1980  | Hoseah Tjale                                         | 3:14:30                                              | Afrique du Sud                                       |
| 1979  | Vincent Rakabaele                                    | 3:08:56                                              | Lesotho                                              |
| 1978  | Brian Chamberlain                                    | 3:15:23                                              | Afrique du Sud                                       |
| 1977  | Brian Chamberlain                                    | 3:15:22                                              | Afrique du Sud                                       |
| 1976  | Vincent Rakabaele                                    | 3:18:05                                              | Lesotho                                              |
| 1975  | Derek Preiss                                         | 3:22:01                                              | Afrique du Sud                                       |
| 1974  | Derek Preiss                                         | 3:21:40                                              | Afrique du Sud                                       |
| 1973  | Don Hartley                                          | 3:24:05                                              | Afrique du Sud                                       |
| 1972  | Don Hartley                                          | 3:25:12                                              | Afrique du Sud                                       |
| 1971  | Rob Knutzen                                          | 3:42:31                                              | Afrique du Sud                                       |
| 1970  | Dirkie Steyn                                         | 3:55:50                                              | Afrique du Sud                                       |

### Dames
| Année | Vainqueur                                            | Temps                                                | Pays                                                 |
| ----- | ---------------------------------------------------- | ---------------------------------------------------- | ---------------------------------------------------- |
| 2020  | épreuve annulée en raison de la pandémie de Covid-19 | épreuve annulée en raison de la pandémie de Covid-19 | épreuve annulée en raison de la pandémie de Covid-19 |
| 2019  | Gerda Steyn                                          | 3:31:29                                              | Afrique du Sud                                       |
| 2018  | Gerda Steyn                                          | 3:39:31                                              | Afrique du Sud                                       |
| 2017  | Maryna Damantsevich                                  | 3:37:13                                              | Biélorussie                                          |
| 2016  | Caroline Wöstmann                                    | 3:44:44                                              | Afrique du Sud                                       |
| 2015  | Caroline Wöstmann                                    | 3:41:23                                              | Afrique du Sud                                       |
| 2014  | Nina Podnebesnova                                    | 3:40:07                                              | Russie                                               |
| 2013  | Tabitha Tsatsa                                       | 3:39:54                                              | Zimbabwe                                             |
| 2012  | Elena Nurgalieva                                     | 3:41:55                                              | Russie                                               |
| 2011  | Olesya Nurgalieva                                    | 3:33:58                                              | Russie                                               |
| 2010  | Olesya Nurgalieva                                    | 3:41:52                                              | Russie                                               |
| 2009  | Elena Nurgalieva                                     | 3:40:43                                              | Russie                                               |
| 2008  | Olesya Nurgalieva                                    | 3:34:53                                              | Russie                                               |
| 2007  | Madina Biktagirova                                   | 3:35:11                                              | Russie                                               |
| 2006  | Tatyana Zhirkova                                     | 3:36:19                                              | Russie                                               |
| 2005  | Elena Nurgalieva                                     | 3:38:12                                              | Russie                                               |
| 2004  | Elena Nurgalieva                                     | 3:37:51                                              | Russie                                               |
| 2003  | Simona Staicu                                        | 3:37:32                                              | Hongrie                                              |
| 2002  | Natalia Volgina                                      | 3:38:02                                              | Russie                                               |
| 2001  | Natalia Volgina                                      | 3:44:53                                              | Russie                                               |
| 2000  | Sarah Mahlangu                                       | 3:48:58                                              | Afrique du Sud                                       |
| 1999  | Angelina Sephooa                                     | 3:38:09                                              | Lesotho                                              |
| 1998  | Angelina Sephooa                                     | 3:49:59                                              | Lesotho                                              |
| 1997  | Angelina Sephooa                                     | 3:45:45                                              | Lesotho                                              |
| 1996  | Maria Bak                                            | 3:45:16                                              | Allemagne                                            |
| 1995  | Fehér Enikő                                          | 3:49:31                                              | Hongrie                                              |
| 1994  | Carolyn Hunter-Rowe                                  | 3:51:37                                              | Royaume-Uni                                          |
| 1993  | Pat Lithgow                                          | 3:57:11                                              | Afrique du Sud                                       |
| 1992  | Monica Drogemoller                                   | 3:49:16                                              | Afrique du Sud                                       |
| 1991  | Monica Drogemoller                                   | 3:50:23                                              | Afrique du Sud                                       |
| 1990  | Monica Drogemoller                                   | 3:42:39                                              | Afrique du Sud                                       |
| 1989  | Frith van der Merwe                                  | 3:30:36                                              | Afrique du Sud                                       |
| 1988  | Monica Drogemoller                                   | 3:44:29                                              | Afrique du Sud                                       |
| 1987  | Liz Eglinton                                         | 3:53:52                                              | Afrique du Sud                                       |
| 1986  | Adelene Joubert                                      | 3:52:59                                              | Afrique du Sud                                       |
| 1985  | Beverly Malan                                        | 3:55:51                                              | Afrique du Sud                                       |
| 1984  | Helen Lucre                                          | 3:52:20                                              | Afrique du Sud                                       |
| 1983  | Beverly Malan                                        | 3:57:32                                              | Afrique du Sud                                       |
| 1982  | Beverly Malan                                        | 3:59:08                                              | Afrique du Sud                                       |
| 1981  | Gail Hurry                                           | 4:11:31                                              | Afrique du Sud                                       |
| 1980  | Gail Hurry                                           | 4.14:05                                              | Afrique du Sud                                       |
| 1979  | Diane Alperstein                                     | 4:22:58                                              | Afrique du Sud                                       |
| 1978  | Janet Bailey                                         | 4:34:28                                              | Afrique du Sud                                       |
| 1977  | Marie-Jeanne Duyvejonk                               | 5:03:52                                              | Belgique                                             |
| 1976  | Marie-Jeanne Duyvejonk                               | 5:01:07                                              | Belgique                                             |
| 1975  | Ulla Paul                                            | 5:14:51                                              | Afrique du Sud                                       |